# 负折射率超材料

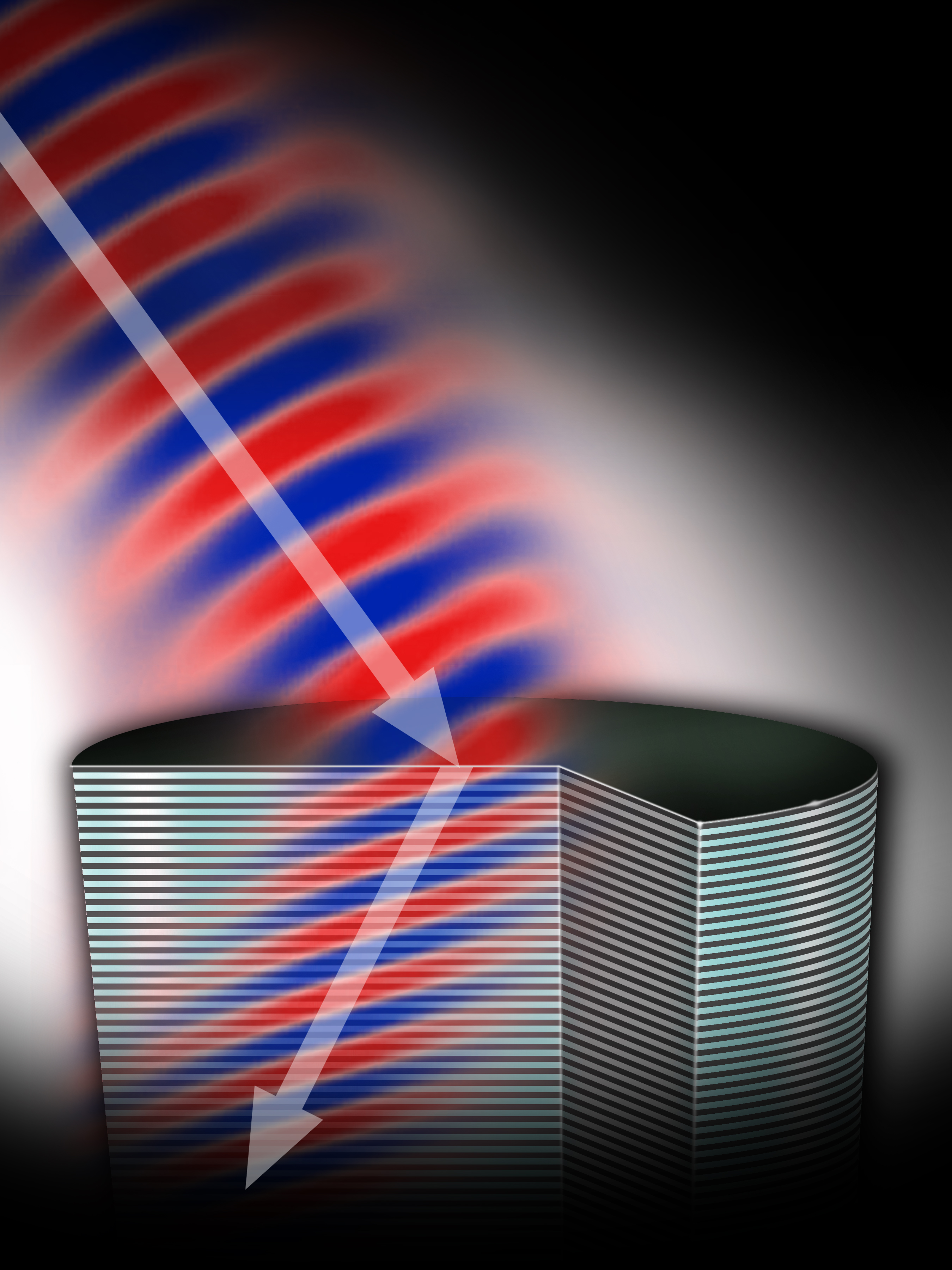
负折射率超材料令光線以迥异于平常的正折射率材料不同的方式折射或彎曲。

负折射率超材料或负折射率材料（NIM）是一种人造光学结构，它的折射率对于一定频率范围内的电磁波是负值。目前没有任何天然材料拥有这一属性。广义地说，超材料可以指任何合成材料，但一般上指的是拥有负折射率的一类材料，这些材料具有不寻常的光学属性和奇异的性质。负折射率超材料由基本结构单元周期性排列构成，基本结构单元称为单胞，单胞的大小明显小于光的波长。单胞在实验室最早由印刷電路板材料制成，即由导线和电介质制成。通常情况下，这些人工制备的单胞按特定的重复形式堆叠或在平面上排列起来，组成单个的超材料。
负折射率超材料的单胞对光的响应是在构筑材料之前预先设计好的，材料总的对光的响应主要由单胞的几何形状决定，行为与其组分对光的响应有着根本的不同。超材料是“从下到上合成的有序宏观材料”，具有其组分所不具有的涌现性质。
负折射率超材料与以下术语为同义语：左手材料或左手介质(LHM)、后向波(BW)介质、双负性(DNG)材料超材料等
。

## 性质

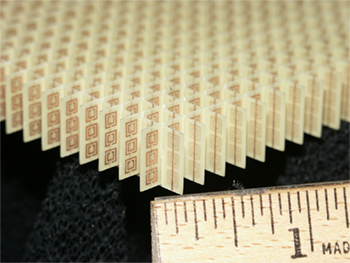
A split-ring resonator array arranged to produce a negative index of refraction, constructed of copper split-ring resonators and wires mounted on interlocking sheets of fiberglass circuit board.
The total array consists of 3 by 20×20 unit cells with overall dimensions of 10×100×100 milimeters. The height of 10 milimeters measures a little more than six subdivision marks on the ruler, which is marked in inches.
Credit: NASA Glenn Research Center.

负折射率超材料由俄罗斯理论物理学家维克托·韦谢拉戈于1967年在理论上首次提出。当时，这种材料被称为“左手材料”或“负折射率”材料，其光学性质与玻璃、空气等透明物质的性质相反，光在这种材料中的弯曲和折射行为不同寻常，出人意料，背离人类的直觉。然而，直到33年后，第一个实用的超材料才被制造出来。
负折射率超材料用于以新的方式控制电磁波。比如，天然物质的光学和电磁性质通过化学来改变，而超材料通过单胞的几何排列来控制电磁性质。单胞有序排列的线度小于电磁波的某一波长。人工的单胞对波源的电磁辐射有响应。超材料对电磁波的总的响应比通常材料更宽广。
通过改变单胞的形状、大小和构型，可以改变材料的电容率和磁导率，由此控制电磁波的传输。电容率和磁导率这两个参数决定了电磁波在物质中的波的传播。调控这两个参数可以使材料的折射率为负值或零，而通常的材料的折射率为正值。超材料的性质依赖于人的预先设计，其光学性质是透镜、平面镜和常规材料所不及。

## 反向传播
在负折射率超材料中，电磁波可以反向传播，这使得衍射极限下分辨成像成为可能，此即为亚波长成像。

## 材料
第一个实用的超材料工作于微波波段。外形上，它像一个个水晶宫格子，格子的间距小于微波波长。

## 应用
负折射率材料在传统领域中的应用如无线电，电磁波接收系统等，用于制作超材料天线。其他方面的应用正在研究中，如电磁波，微波吸收装置、小型谐振腔、波导管、相位补偿器、微波透镜等等。它们借由超材料的性质可以不受衍射效应的限制。

在可见光范围，超材料制成的透镜可以避开衍射效应的限制，用来研发毫微光刻技术来制备纳米电路。这会在生物医学以及亚波长影印技术方面大展宏图。

## 负折射率材料的影响
当导磁率μ= 1时，负折射率材料会导致电动力学方程计算结果的改变。当μ的值大于1时，会影响到包括司乃耳定律、多普勒效应、切伦科夫辐射、菲涅耳方程以及費馬原理。

由于折射率是光学中的一个中心概念，改变折射率会重新认识、定义一些光学定律。

## 反常色散现象
高斯光脉冲在通过反常色散介质时会出现反常色散现象（随着波长增加，折射率增加，可能导致群速度大于光速的情况被称作反常色散现象）。但信息的传递速度总是被限制在光速以下。

## 学术研究
超材料是美国政府广泛研究的领域，包括美国空军，美国军队，以及美国海军航空系统司令部。同时，众多的院校也在研究这一课题。
- 加利福尼亚理工学院
- 杜克大學
- 哈佛大學
- 赫尔辛基理工大学
- 爱荷华州立大学
- 伦敦帝国学院
- 马克斯普朗克学会
- 國家標準技術研究所
- Nederlandse Organisatie voor Wetenschappelijk Onderzoek[15]
- 倫敦大學
- 加州柏克萊大學
- 爾灣加州大學
- 洛杉磯加州大學
- 聖地牙哥加州大學
- 科羅拉多大學
- 科羅拉多大學科羅拉多泉校區
- 羅徹斯特大學
- 克萊姆森大學

## 拓展阅读
- S. Anantha Ramakrishna; and Tomasz M. Grzegorczyk.  (PDF). CRC Press. 2008  [2013-01-26]. ISBN 978-1-4200-6875-7. doi:10.1201/9781420068764.ch1. （原始内容 (PDF)存档于2016-03-03）.

- Ramakrishna, S Anantha.  (PDF). Reports on Progress in Physics. 2005, 68 (2): 449. Bibcode:2005RPPh...68..449R. doi:10.1088/0034-4885/68/2/R06.

- Pendry, J.; Holden, A.; Stewart, W.; Youngs, I.  (PDF). Physical Review Letters. 1996, 76 (25): 4773–4776  [2013-01-26]. Bibcode:1996PhRvL..76.4773P. PMID 10061377. doi:10.1103/PhysRevLett.76.4773. （原始内容 (PDF)存档于2011-07-17）.

- Pendry, J B; Holden, A J; Robbins, D J; Stewart, W J.  (PDF). Journal of Physics: Condensed Matter. 1998, 10 (22): 4785–4809  [2013-01-26]. Bibcode:1998JPCM...10.4785P. doi:10.1088/0953-8984/10/22/007. （原始内容存档 (PDF)于2020-04-20）.  Also see the Preprint-author's copy.

- Pendry, J.B.; Holden, A.J.; Robbins, D.J.; Stewart, W.J.  (PDF). IEEE Transactions on Microwave Theory and Techniques. 1999, 47 (11): 2075–2084  [2013-01-26]. Bibcode:1999ITMTT..47.2075P. doi:10.1109/22.798002. （原始内容 (PDF)存档于2011-10-06）.

- Padilla, Willie J.; Basov, Dimitri N.; Smith, David R.  (PDF). Materials Today. 2006, 9 (7–8): 28  [2013-01-26]. doi:10.1016/S1369-7021(06)71573-5. （原始内容 (PDF)存档于2011-10-06）.

- Slyusar V.I. Metamaterials on antenna solutions （页面存档备份，存于）. (Free PDF download). International Conference on Antenna Theory and Techniques, 6–9 October 2009, Lviv, Ukraine.

- Bayindir, Mehmet; Aydin, K.; Ozbay, E.; Markoš, P.; Soukoulis, C. M.  (PDF). Applied Physics Letters. 2002-07-01, 81: 120. Bibcode:2002ApPhL..81..120B. doi:10.1063/1.1492009.[]